# الفقرة الفوقانيين (سيدي الحاج العربي)
الفقرة الفوقانيين هو دُوَّار يقع بجماعة بير الطالب، إقليم سيدي قاسم، جهة الرباط سلا القنيطرة في المملكة المغربية. ينتمي الدوّار لمشيخة سيدي الحاج العربي التي تضم 12 دوار. يقدر عدد سكانه بـ 446 نسمة حسب الإحصاء الرسمي للسكان والسكنى لسنة 2004.

## روابط خارجية
- البوابة الوطنية للجماعات الترابية
- المندوبية السامية للتخطيط